# الشادورما
الشادورما هي شكل من اشكال الشعر تتكون من مقطع شعري من ستة اسطر. يزعم ان هذا الشكل من الشعر ينظم في اسبانيا. كل مقطع شعري له عدد من القوافي، ثلاثه قوافي في السطر الأول، وخمس قوافي في السطر الثاني، وثلاث قوافي في السطر الثالث والرابع، وسبع قوافي في السطر الخامس، وخمس قوافي في السطر السادس (3,5,3,3,7,5) ما مجموعه سته وعشرون (26) قافيه. القصيدة ربما تحتوي قافيه واحده أو عدد غير محدود من القوافي (سلسلة من الشادورما)
استخدمت الشادورما من قبل عدة كتاب معاصرين وهي تمرين كتابة شائع في برامج الكتابة الابداعيه  و ورشات العمل.